# Břeclav
Břeclav (/ˈbr̝ɛtslaf/, en allemand : Lundenburg) est une ville de la région de Moravie-du-Sud, en République tchèque, et le chef-lieu du district de Břeclav. Sa population s'élevait à 24 863 habitants en 2024.

## Géographie
Břeclav se situe dans l'extrême sud de la région historique de Moravie, proche de la frontière autrichienne. La ville est arrosée par la rivière Dyje (Thaya) et se trouve à 22 km au sud-ouest de Hodonín, à 54 km au sud-sud-est de Brno et à 231 km au sud-est de Prague.
La commune est limitée par Lednice et Ladná au nord, par Moravský Žižkov au nord-est, par Hrušky, Kostice et Lanžhot à l'est, par l'Autriche au sud et par Valtice et Hlohovec à l'ouest.

## Histoire
Habitée depuis l'âge de bronze, la région fut colonisée par les tribus celtes à partir d'environ 400 av. J.-C. Les Quades se sont établis dans ce lieu à l'époque augustéenne et un camp romain y existait au IIe siècle. Après que les Lombards ont quitté le territoire au VIe siècle, les tribus slaves sont arrivées ; au IXe siècle, la zone autour du château de Mikulčice fut l'un des principaux domaines de la principauté de Grande-Moravie. La région a été dévastée durant les incursions des Magyars (Honfoglalás) au début du Xe siècle.
Bretislav Ier, duc de Bohême à partir de 1035, et ses ministériels ont favorisé le développement de la Moravie. La première mention écrite du bourg au passage de la rivière Dyje, sous le nom de Lauentenburch, dans un acte de donation au diocèse de Passau (qui est néanmoins susceptible de constituer une contrefaçon), date du XIe siècle. La première mention historique sûre de la paroisse de Břeclav date de l'année 1131. Dans les années 1220, le domaine fut le douaire de Constance de Hongrie († 1240), reine consort de Bohême, l'épouse du roi Ottokar Ier. Veuve en 1230, elle fit reconstruire le château et elle encourage également l'établissement d'artisans. Son petit-fils Ulrich III, le futur duc de Carinthie, fut nommé temporairement « prince de Lundenburg ».
Appartenant à la seigneurie de Bzenec au sein du margraviat de Moravie, le domaine a changé plusieurs fois de propriétaire avant d'être conquis par le roi Jean Ier de Bohême en 1336. Son fils cadet, le margrave Jean-Henri de Moravie, donna le fief à la maison de Liechtenstein en 1367 ; cet acte est confirmé par le roi Venceslas le 10 mars 1419. L'existence d'une communauté juive à Břeclav est attestée en 1414 et celle-ci a traversé les siècles comme en témoignent de nombreux monuments : quartier juif et synagogue. C'est là que se produisit un pogrom en 1574 jusqu'à ce que l'empereur Maximilien II de Habsbourg prenait sous sa protection le peuple juif. Ici se trouve aussi une communauté des huttérites dans la deuxième moitié du XVIe siècle. 
Le XVIIe siècle a apporté son lot de souffrance et de destruction : le 28 juin 1605, le bourg de Břeclav fut assailli par les troupes du prince hongrois Étienne II Bocskai ; au début de la guerre de Trente Ans, en 1619, le château et la colonie au-dessous furent incendiés par l'armée impériale et les huttérites ont été chassés au cours de la Contre-Réforme. Le 3 mai 1643, Břeclav a été occupé par les forces de l'Empire suédois. Après la guerre, le prince Charles-Eusèbe de Liechtenstein encouragea à nouveau le developpement de la colonies juive. En 1742, pendant la première guerre de Silésie, le bourg fut un camp des hussards et a été dévasté par un incendie. Il fut conquis par les troupes françaises de Napoléon Ier le 21 novembre 1805, à la veille de la bataille d'Austerlitz.
Jusqu'à la fin de la Première Guerre mondiale, la ville faisait partie de la monarchie de Habsbourg (empire d'Autriche à partir de 1804 puis Autriche-Hongrie après le compromis de 1867), incorporée dans le district de Hodonín (Göding), un des 32 Bezirkshauptmannschaften du margraviat de Moravie.

## Galerie

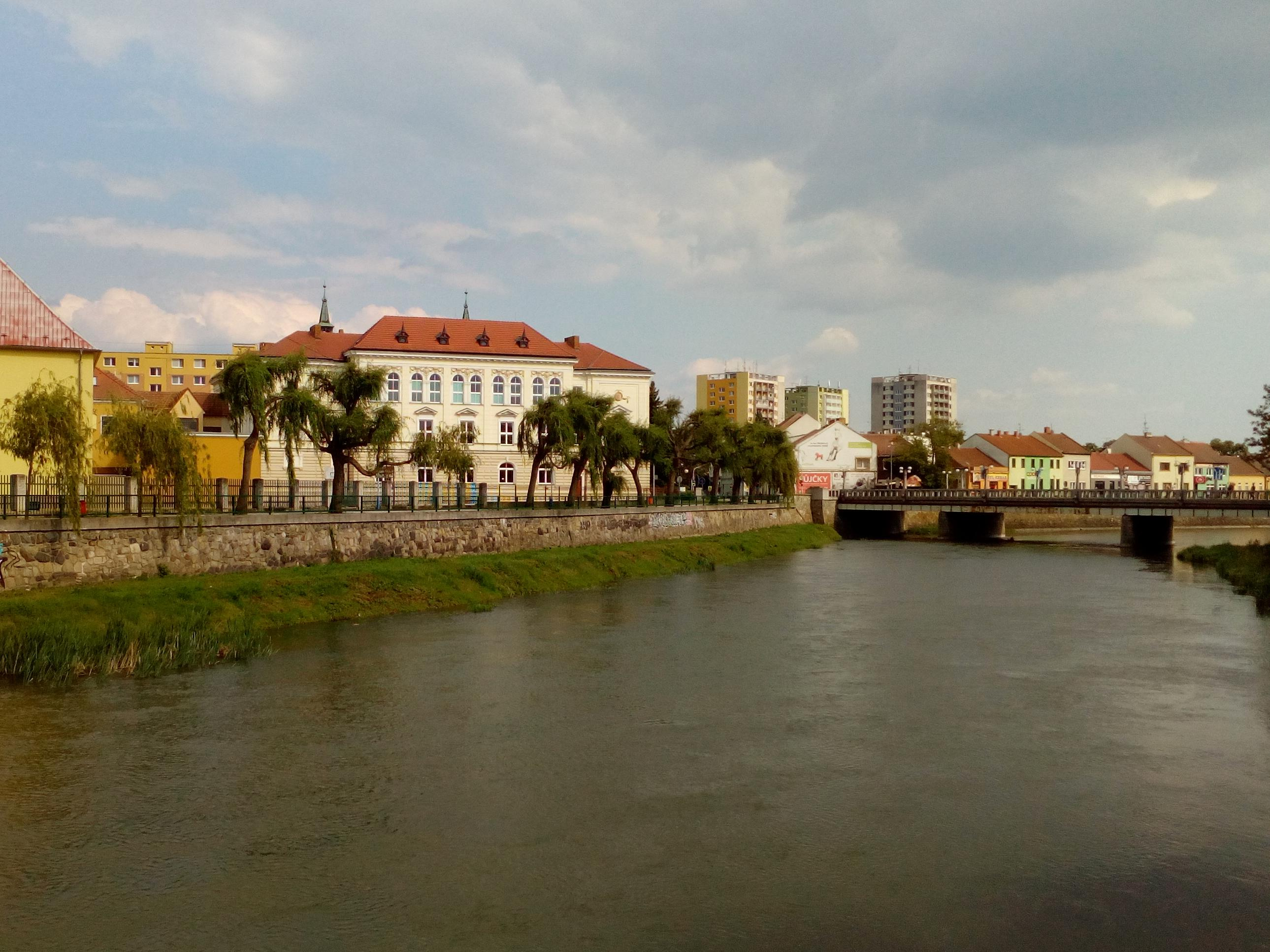
La rivière Dyje dans le centre-ville.
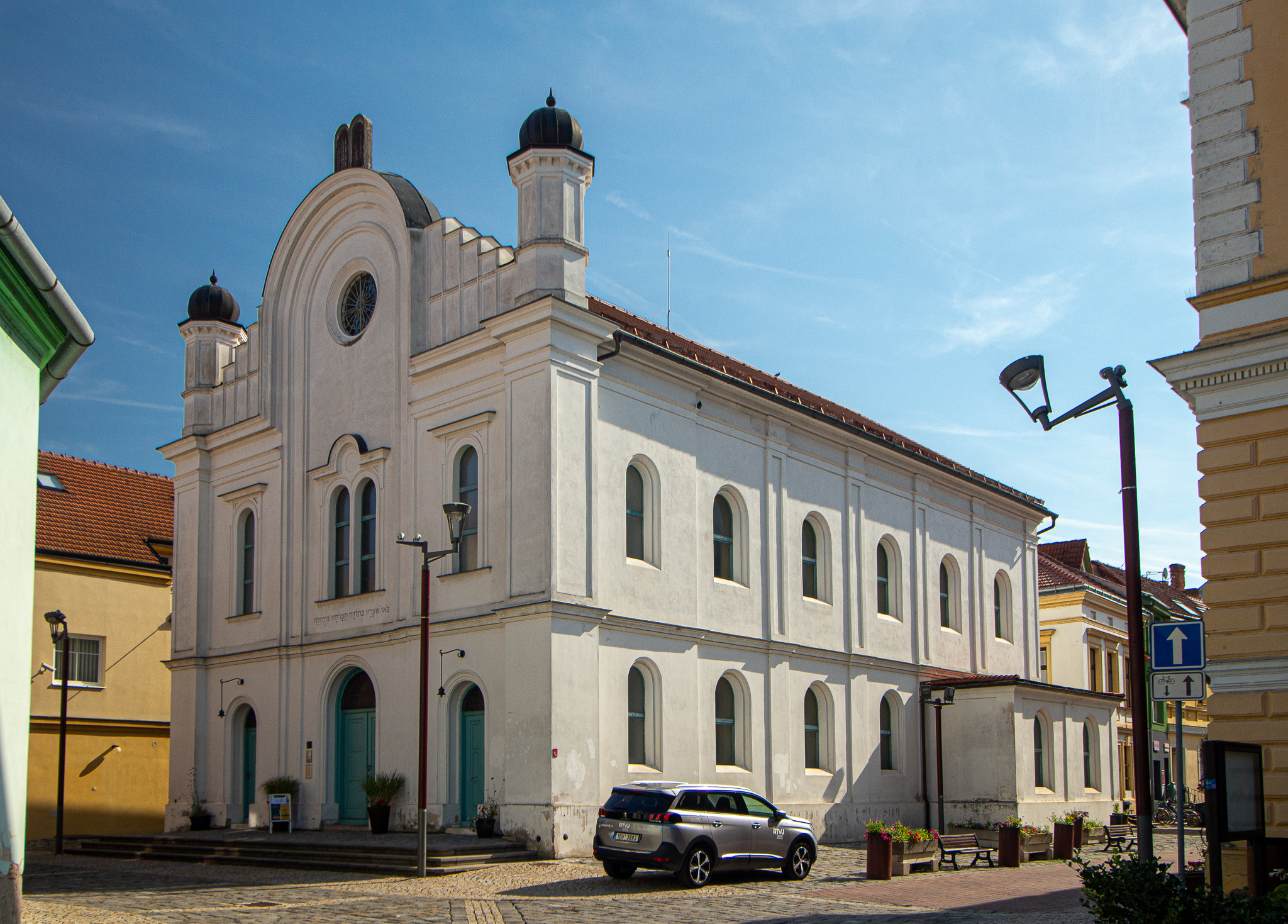
L'ancienne synagogue.

## Population
Recensements (*) ou estimations de la population :
| 1763  | 1787  | 1834  | 1869* | 1880* | 1890* | 1900* |
| ----- | ----- | ----- | ----- | ----- | ----- | ----- |
| 1 587 | 2 063 | 2 952 | 4 597 | 6 954 | 8 203 | 9 123 |

| 1910*  | 1921*  | 1930*  | 1939   | 1950*  | 1961*  | 1970*  |
| ------ | ------ | ------ | ------ | ------ | ------ | ------ |
| 11 373 | 12 500 | 13 689 | 11 237 | 11 010 | 11 832 | 13 531 |

| 1980*  | 1991*  | 2001*  | 2011*  | 2015   | 2016   | 2017   |
| ------ | ------ | ------ | ------ | ------ | ------ | ------ |
| 23 878 | 26 173 | 26 713 | 24 737 | 24 949 | 24 941 | 24 881 |

| 2018   | 2019   | 2020   | 2021   | 2022   | 2023   | 2024   |
| ------ | ------ | ------ | ------ | ------ | ------ | ------ |
| 24 797 | 24 704 | 24 925 | 24 554 | 23 943 | 24 544 | 24 863 |

En 1930, la population germanophone de la ville représentait 11,5 pour cent de ses habitants.

## Transports

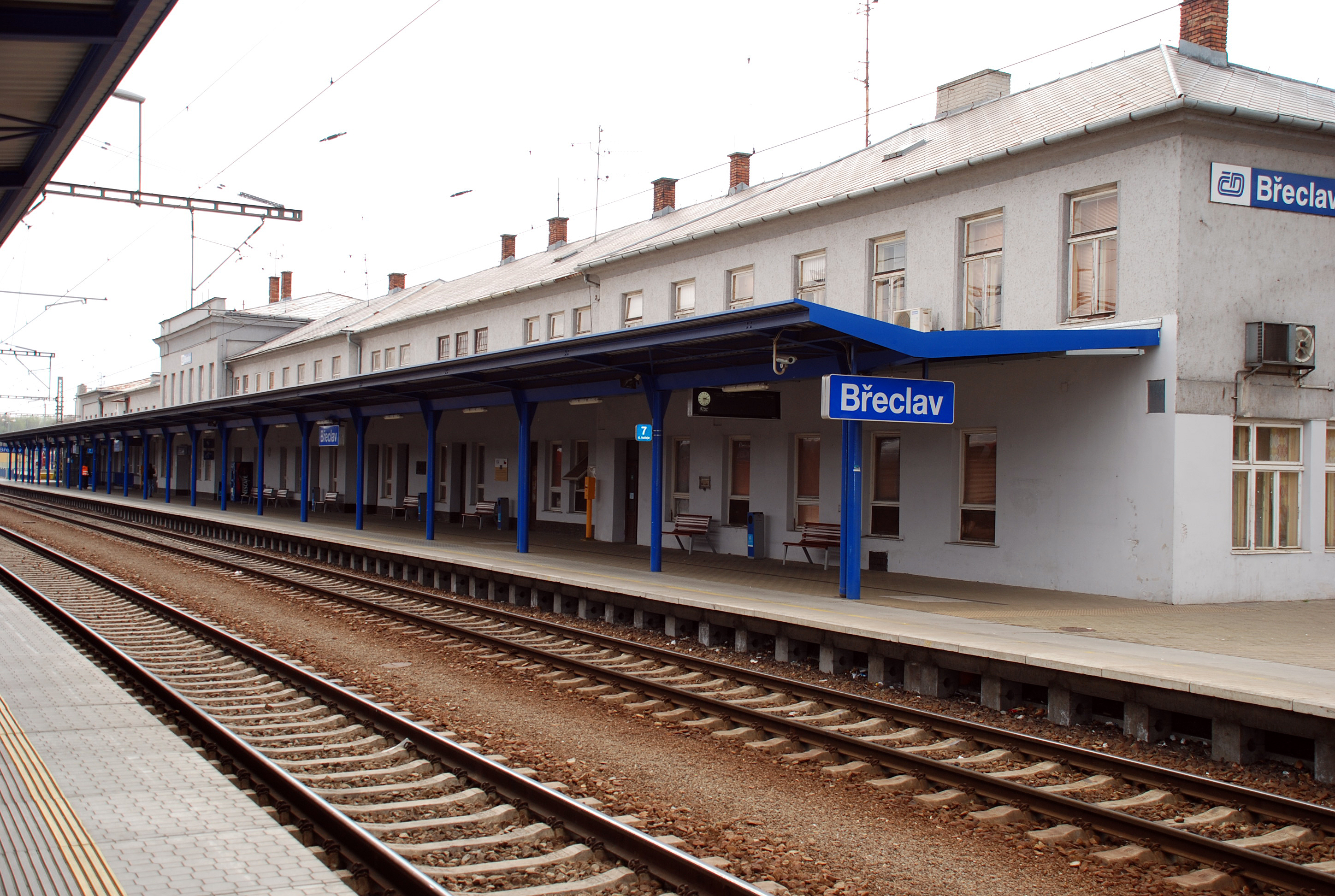
La gare de Břeclav.

Břeclav est un important carrefour ferroviaire, au croisement des lignes de Brno, Prague, Ostrava, Katowice à Bratislava et vers Vienne (Nordbahn) en Autriche appartenant au corridor paneuropéen IV.
La commune est desservie par l'échangeur no 48 de l'autoroute D2, qui relie Brno à la frontière slovaque et constitue une section de la route européenne 65. Par la route, Břeclav se trouve à 60 km de Brno, à 81 km de Bratislava, à 100 km de Vienne et à 261 km de Prague.

## Personnalités
- Rudolf Carl (1899-1987), acteur ;
- Ludvík Cupal (1915–1943), résistant ;
- Ivan Kučírek (né en 1946),  coureur cycliste ;
- Petr Herman (né en 1974), coureur cycliste.

## Voir aussi

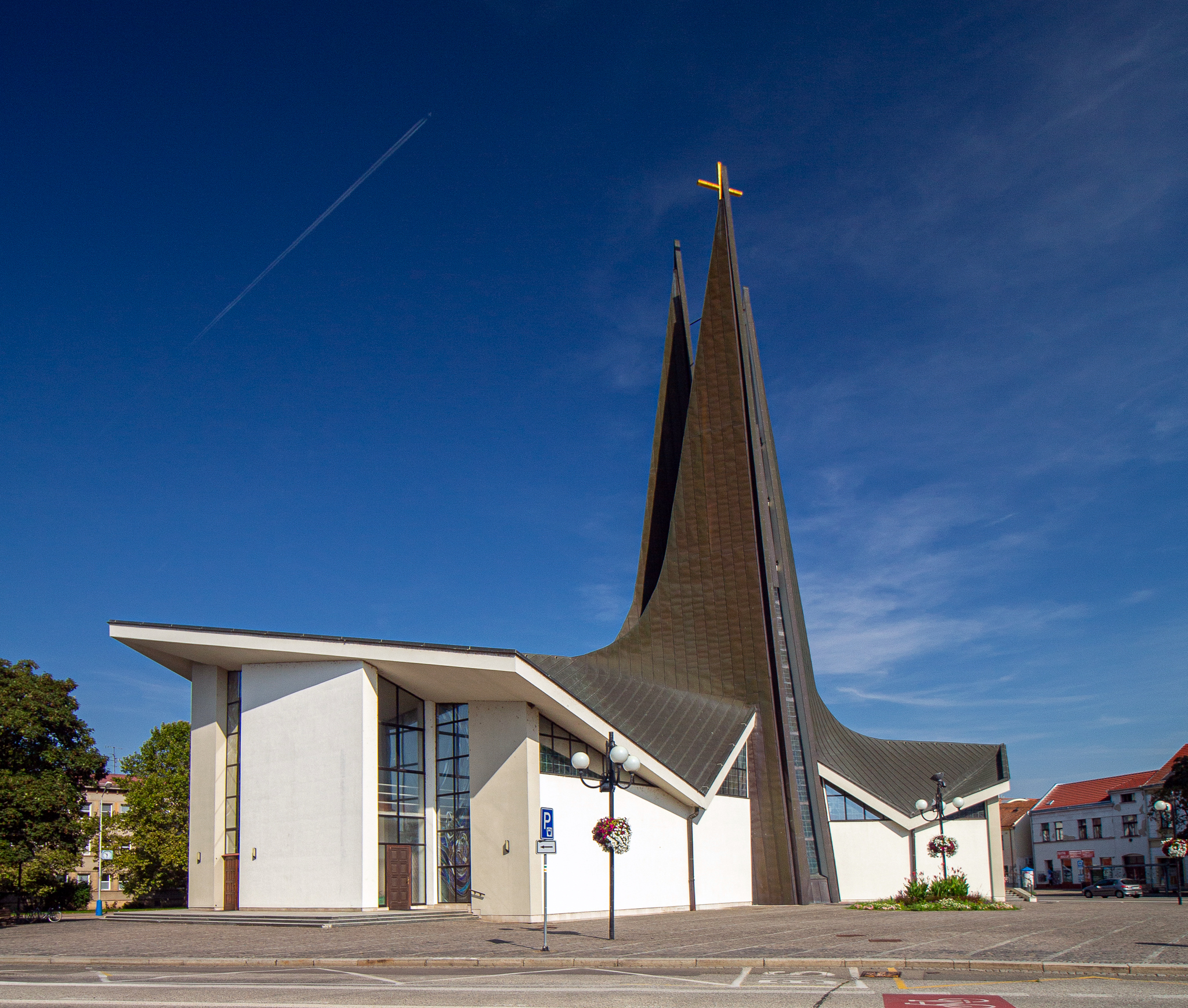
Église St. Wenceslas
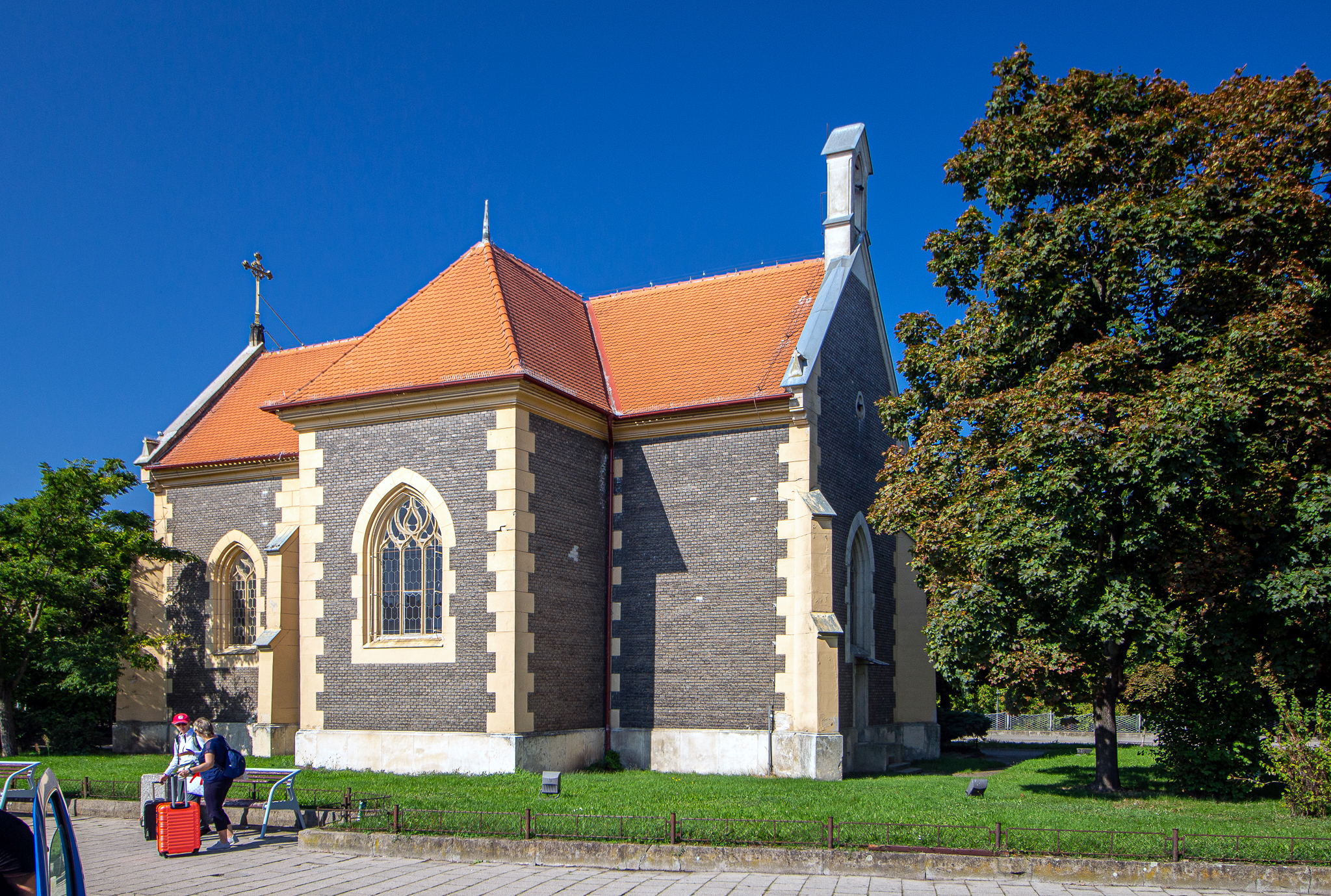
La chapelle St. Cyril et Methodius
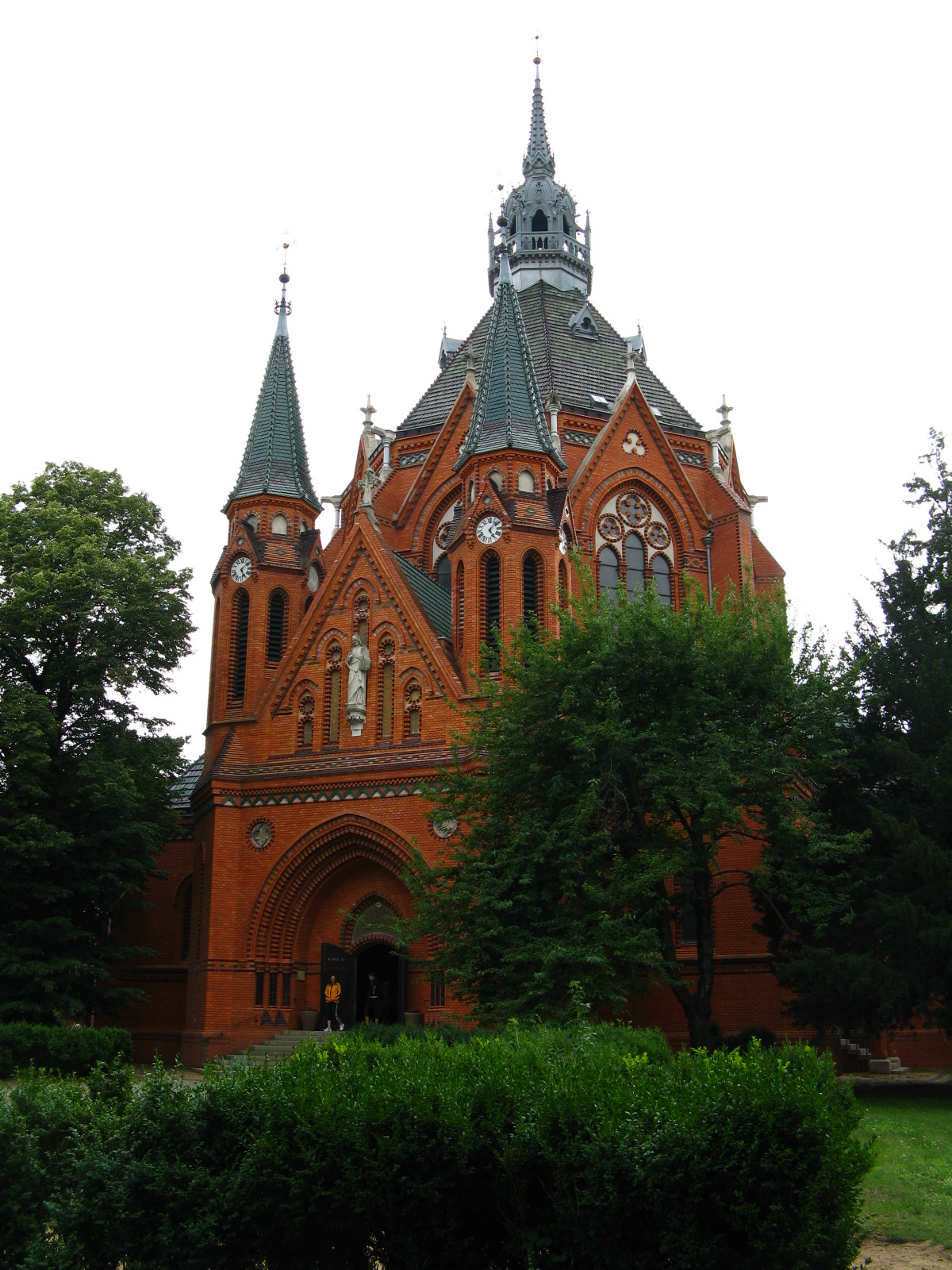
Our Lady Church à Poštorná
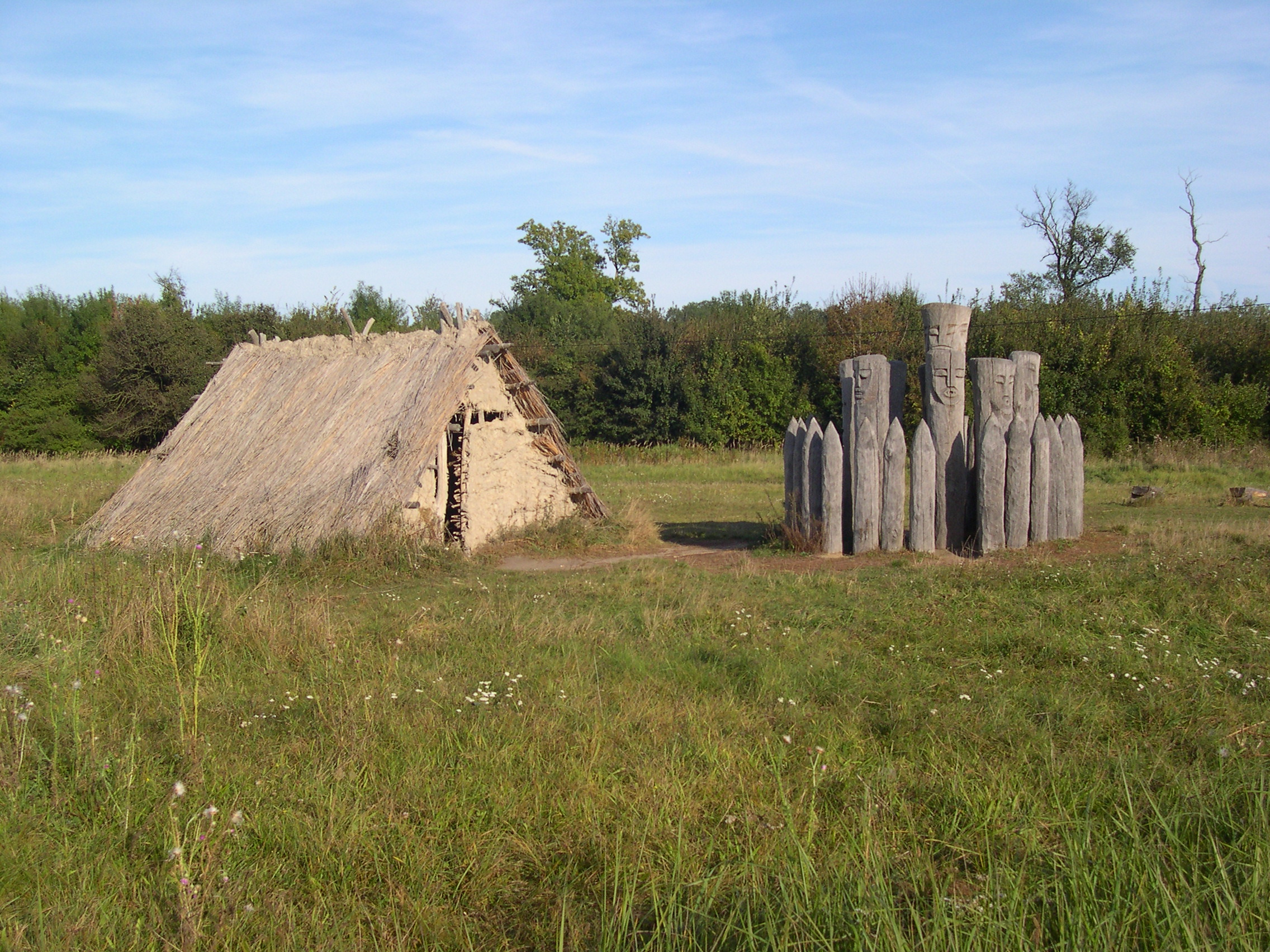
Le musée archéologique de Pohansko
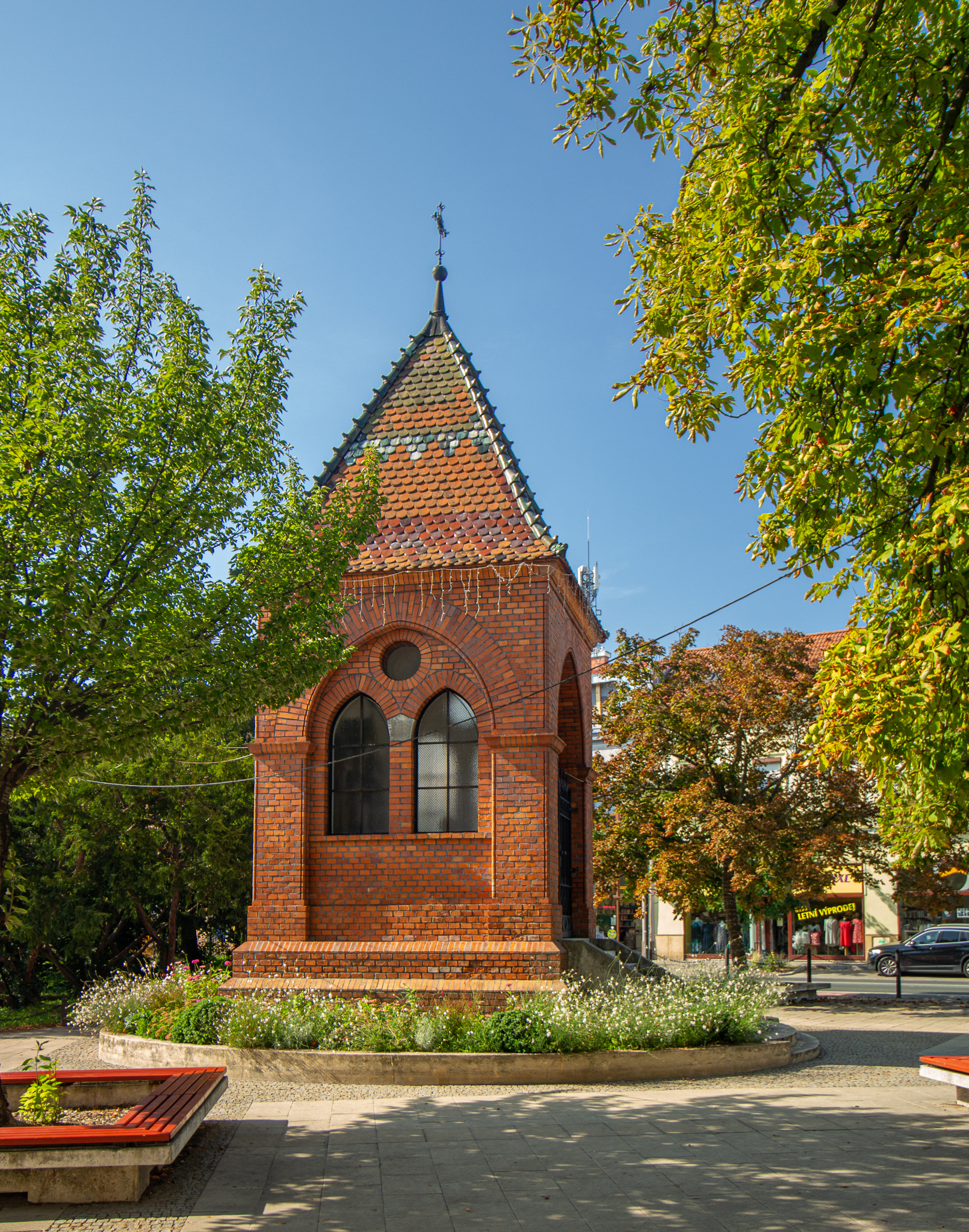
La Chapelle St. Rochus

## Jumelages
- Andrychów (Pologne)
- Brezová pod Bradlom (Slovaquie)
- Nový Bor (Tchéquie)
- Šentjernej (Slovénie)
- Trnava (Slovaquie)
- Zwentendorf an der Donau (Autriche)